# شركة مطارات كوريا الجنوبية
شركة مطارات كوريا الجنوبية ( KAC ؛ (الكورية: 한국공항공사) تأسست شركة مطارات كوريا الجنوبية عام ١٩٨٠ في سيول ، كوريا الجنوبية ، لتنفيذ أعمال البناء والتفتيش والتوازن وإدارة وتشغيل المطارات، ولإدارة النقل الجوي بكفاءة. بصفتها شركة متخصصة في إدارة المطارات، تدير شركة مطارات كوريا الجنوبية وتشغل المطارات باجمالي ١٤ مطارًا في كوريا الجنوبية ، بما في ذلك مطارات جيمبو، وجيمهاي، وجيجو، ودايجو، وموان، وتشيونغجو، ويانغيانغ الدولية. كما تدير الشركة مركز مراقبة المنطقة، و١٠ مراكز عمليات/مراكز تدريب، ومركز تدريب الطيران المدني الكوري الجنوبي. 
يقع مقرها الرئيسي في مطار جيمبو الدولي في جانجسيو جو ، سيول.

## أنظر أيضاً
- قائمة المطارات في كوريا الجنوبية
- مؤسسة مطار إنتشون الدولي